# Messor postpetiolatus
Messor postpetiolatus är en myrart som beskrevs av Santschi 1917. Messor postpetiolatus ingår i släktet Messor och familjen myror. Inga underarter finns listade i Catalogue of Life.